# 진커우허구
진커우허구(한국어: 금구하구, 중국어: 金口河区, 병음: Jīnkǒuhé Qū)는 중화인민공화국 쓰촨성 러산시의 현급 행정 구역이다. 넓이는 598km2이고, 인구는 2007년 기준으로 50,000명이다.

## 기후
연평균 기온은 16.3℃이고 연평균 강수량은 946mm이다.

## 행정 구역
2개 진, 2개 향, 2개 민족향을 관할한다.
- 진: 永和镇, 金河镇.
- 향: 吉星乡, 永胜乡.
- 민족향: 和平彝族乡, 共安彝族乡.